# Tenili

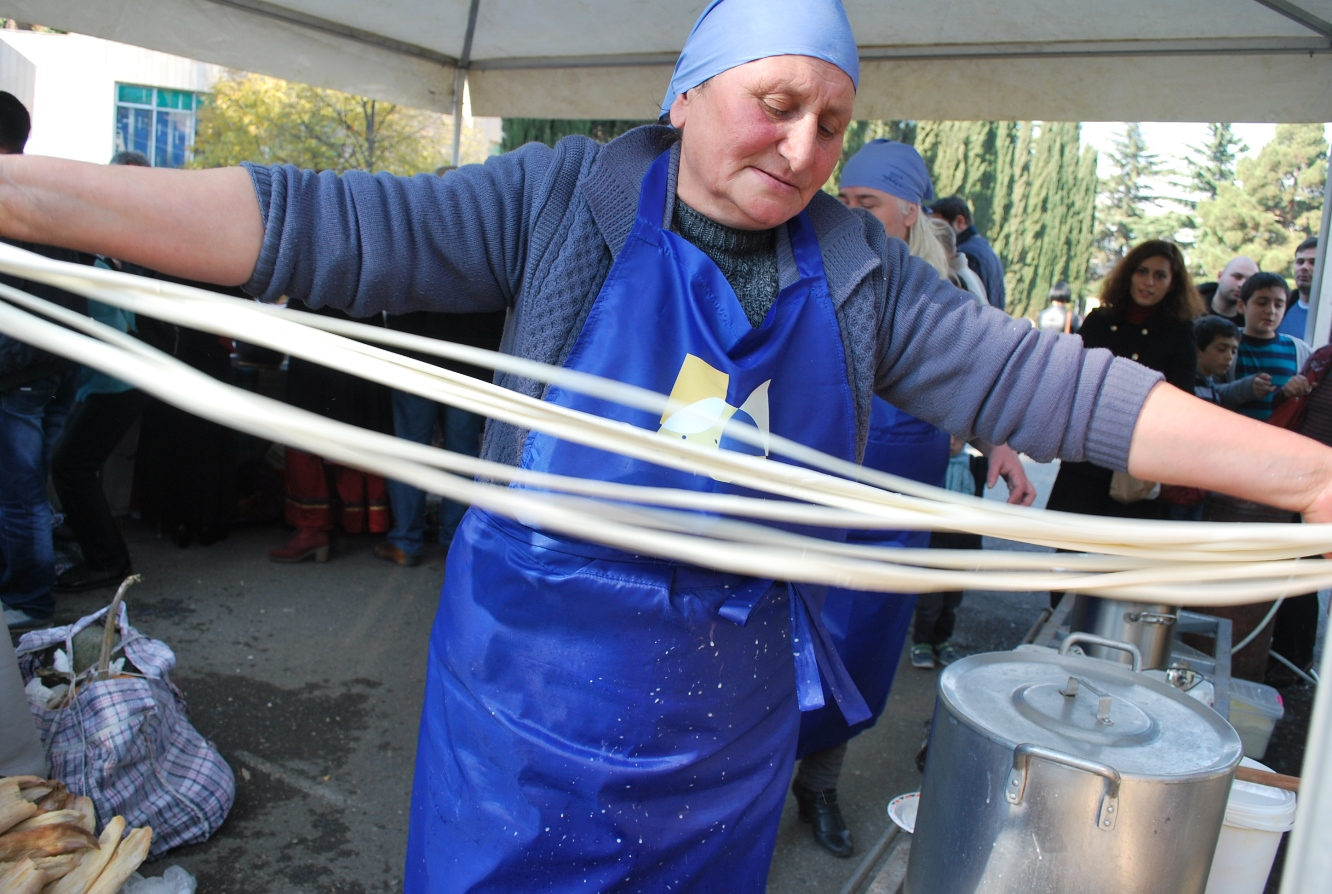
Natahování sýra

Tenili (gruzínsky ტენილი ყველი, tenili kveli – sýr tenili) je gruzínský sýr z kravského mléka z oblasti Meschetie, charakteristický jemnou niťovitou strukturou, do které je vetřená smetana.

## Postup výroby
Čerstvě nadojené mléko se nechá odstát do doby, než bude možné odebrat z povrchu smetanu. Po odebrání smetany se mléko nechá další den odpočinout. Následně se mléko zahřeje na určitou teplotu a přidá se speciální mléčná kultura zvaná podle vesnice kveti / dvrita. Polotuhý sýr se ve vroucí vodě natahuje a překládá otáčením kolem vodorovné osy, dokud nezačne mít jemnou niťovitou strukturu. Celý tento proces trvá až třicet minut. Následně se sýr vymáchá ve studené vodě a vymáchaný sýr se ponoří na deset až patnáct minut do osolené vody. Sýr se následně pověsí a schne několik hodin. Po částečném vyschnutí se sýr nakrájí na menší částí a nechá další den až dva schnout na stole přikrytý utěrkou. Po dvou dnech se do vyschlých částí sýru vetře smetana odebraná z mléka na počátku výroby. Smetanou namazané části sýru se vtlačují do hliněného džbánu. Tato fáze výroby dala název sýru, tj. čatenili kveli —> tenili kveli, v překladu vtlačený sýr. Sýr se silou vtlačuje do džbánu, aby v něm nezůstal vzduch. V závěrečné fázi se džbán se sýrem položí hlavou dolů na desku posypanou popelem. Popel během několikaměsíčního zrání sýru (až tři měsíce) pomáhá uvolňovat další syrovátku.

## Gastronomie
Tenili byl kvůli náročnosti přípravy jídlem pro speciální příležitosti. Sýr se dával na prostřený stůl při narození dítěte, svatbě a jedl se s chlebem (lavašem) nebo se salátem. 
Jakákoliv tepelná úprava sýru tenili je z gastronomického pohledu nevhodná.